# Ug Zelmad
Ug Zelmad, ou Messaoud Ben Zelmat, naissance présumée en 1894 à T'Kout et décédé en 1921, était considéré de 1917 à 1921 dans les Aurès (Algérie) par les autorités françaises comme un bandit d'honneur et pour la population des Aurès, il est considéré comme un héros.

## Biographie
Ug Zelmad est né au douar Zellatou près de T'Kout dans les Aurès. Il était berger et il est le  fils d’Ahmed Ben Zelmat et d’Aïcha Bent Zeroual. Messaoud Ben Zelmat  a eu plusieurs frères. Il était  analphabète et pauvre.
Son frère Ali, l’aîné de la famille, a été condamné injustement par le tribunal de Batna à une année de prison ferme. Alors, il s’évade et rentre en rébellion contre les autorités coloniales . En 1916, son frère est retrouvé mort, alors Ug Zelmad le remplace et devient chef de bande pour le venger c'est ainsi qu'il prendra le contrôle de la révolte des Aurès,

## Histoire
Ug Zelmad, dit l'insoumis devient hors-la-loi en gagnant le maquis. Il s'y fait justicier, donnant ainsi aux pauvres ce qu'il prend aux riches.
Aidé avec la complicité de ses semblables, il est au début imprenable. Mais en fin de parcours, probablement à la suite d'une trahison, il est arrêté ou tué. Messaoud Ben Zelmat avait tenu tête avec son groupe aux gendarmes français. Après sa mort, il est chanté par les femmes des Aurès et devient un héros qui a résisté à l'autorité coloniale.

## Postérité
Aissa Jermouni, le chanteur populaire de la région, l'a évoqué dans la chanson Adieu les gens de Merouana. Un film documentaire produit par la télévision algérienne retrace son parcours. Un long poème épique à la mémoire de Ug Zelamd fut sauvé des oubliettes grâce à Georges Kerhuel. Ce poème épique est chanté par les femmes aurèssiennes, qui dépeint Ben Zelmat avec une sensibilité qui évoque l'admiration des populations chaouis pour leurs héros qui ont tenu tête aux autorités coloniales françaises, qui le poursuivaient inlassablement .L’artiste peintre Noureddine Zekara lui a consacré un tableau.